# حقل الأحلام (فلم)
حقل الأحلام (بالإنجليزية: Field of Dreams) هو فيلم دراما تم إنتاجه في الولايات المتحدة وصدر في سنة 1989.

## بطولة
- كيفين كوستنر
- جيمس إيرل جونز
- راي ليوتا
- برت لانكستر

## الميزانية والإيرادات
بلغت تكلفة إنتاج الفيلم حوالي 15 مليون دولار بينما حقق أرباحا تقدر بـ 84,431,625 دولار.

### ترشيحات وجوائز
| السنة | الحدث  | الفئة     | النتيجة |
| ----- | ------ | --------- | ------- |
|       | أوسكار | أفضل فيلم | ترشـيـح |

## وصلات خارجية
- مقالات تستعمل روابط فنية بلا صلة مع ويكي بيانات